# Arabembia biarmata
Arabembia biarmata är en insektsart som beskrevs av Ross 1981. Arabembia biarmata ingår i släktet Arabembia och familjen Embiidae. Inga underarter finns listade i Catalogue of Life.